# Машкабад-е-Софлі
Машкабад-е-Софлі (перс. مشک‌آباد سفلی) — село в Ірані, входить до складу дехестану Бакешлучай у Центральному бахші шахрестану Урмія провінції Західний Азербайджан.